# Gondar (Nogueira da Montanha)
Gondar é uma aldeia portuguesa da Freguesia de Nogueira da Montanha e do concelho de Chaves com cerca de 20 habitantes. É uma aldeia, do alto da montanha ou do planalto da Serra do Brunheiro, pequena, bonita e onde o casario tradicional do granito mostra a sua graça. Gondar é também uma das aldeias do despovoamento, onde só os resistentes permanecem.

## Localização
Gondar dista 0,5 km de Nogueira da Montanha, 4 km de Friões, 17 km de Valpaços e 18 km da sede do concelho, Chaves e a 71 km da capital de distrito, Vila Real.

## Topónimo
Gondar tem origem na expressão goda Gunthi-harjis, que significa "Exército para combate" até 1220 escrevia-se Gondaar, mas também Gondaar e Gundar. Terá, portanto, origem nas linguas germânicas, quando estes povos, os godos, mais precisamente os visigodos (godos do ocidente) ocuparam a península. Há muitos outros nomes de origem goda na  região, como Friões, Ervões, Alpande, Alfonge, Alvites, Adagoi, etc.

## Património
- Capela de N.S. da Conceição
- Nicho do Senhor da Ajuda
- Fonte de Mergulho
- Castelo dos Mouros (castro) localizado entre Gondar e Ferrugende

## Aldeias vizinhas
- Nogueira da Montanha, 0.5 km
- Carvela, 3 km
- Maços, 2 km
- Alanhosa, 1.5 km
- Ladário, 1.7 km
- Gondar, 1.3 km
- Quintela, 6 km
- Friões, 4 km
- Ferrugende,3.5 km, existe um caminho de terra batida entre Gondar e Ferrugende via Castelo dos Mouros com 2 km.

## Atividade económica
A aldeia é pequena, localiza-se a escassos 500 metros da sede de freguesia, Nogueira da Montanha, que mais parece um bairro de Nogueira, mas que está perfeitamente definida por terras cultivadas. Terras férteis, onde a batata é o principal produto, produzindo-se também centeio e milho, além destas culturas típicas da região. Como atividade de subsistência produz-se uma vasta gama de produtos hortícolas: O nabo, a beterraba, a alface, o feijão, o tomate e muitos outros . Tudo isto se dá num fértil planalto a cerca de 850 metros de altitude, onde também a floresta é digna de registo, com o carvalho e o castanheiro além de outras variedades autóctones em verdadeiro estado selvagem.

## Festas e Romarias
- N. Sra. da Conceição - 8 de Dezembro

## Nossa Senhora da Conceição
A Imaculada Conceição é segundo o dogma católico, a concepção da Virgem Maria sem mancha ("mácula" em latim) do pecado original.
O dogma diz que, desde o primeiro instante da sua existência, a Virgem Maria foi preservada por Deus, da falta de graça santificante que aflige a humanidade, porque ela estaria cheia de graça divina. Também professa que a Virgem Maria viveu uma vida completamente livre de pecado.
A festa da Imaculada Conceição, comemorada em 8 de dezembro, foi definida como uma festa universal em 1476 pelo Papa Sisto IV. A Imaculada Conceição foi solenemente definida como dogma pelo Papa Pio IX na bula Ineffabilis Deus a 8 de dezembro de 1854.
A Igreja Católica considera que este dogma se baseia na Bíblia (por exemplo, Maria sendo saudada pelo Anjo Gabriel como "cheia de graça"), bem como pelos escritos dos Padres da Igreja, como Irineu de Lyon e Ambrósio de Milão. Uma vez que Jesus encarnou no ventre da Virgem Maria (Verbum caro factus), seria necessário que ela estivesse completamente livre de pecado para poder gerar o seu filho.

### História
Desde o cristianismo primitivo diversos Padres da Igreja defenderam a Imaculada Conceição da Virgem Maria, tanto no Oriente como no Ocidente. No século IV, Efrém da Síria (306-373), diácono, teólogo e compositor de hinos, propunha que só Jesus Cristo e Maria são limpos e puros de toda a mancha do pecado.
Já no século VIII se celebrava a festa litúrgica da Conceição de Maria no dia 8 de dezembro, ou  seja nove meses antes da festa de sua natividade, comemorada no dia 8 de setembro.
A festa da Imaculada Conceição de 8 de dezembro, foi definida em 1476 pelo Papa Sisto IV. Na Itália do século XV o franciscano Bernardino de Bustis escreveu o Ofício da Imaculada Conceição, com aprovação oficial do texto pelo Papa Inocêncio XI em 1678. Foi enriquecido pelo Papa Pio IX em 31 de março de 1876, após a definição do dogma com 300 dias de indulgência cada vez que recitado.

### Igrejas Orientais
O dogma da Imaculada Conceição não é aceite pelas Igrejas Ortodoxas orientais. De acordo com a doutrina da Igreja Ortodoxa a Virgem Maria nasceu com o Pecado Original assim como todos os homens. Entretanto, ela foi por predestinação e graça divina preservada de todo pecado atual. Apenas quando houve a encarnação do Verbo a Virgem Maria tornou-se imaculada, pois O Verbo divino a purificou completamente.

### Igrejas Protestantes
As Igrejas Anglicanas, Luterana e as Igrejas Reformadas possuem a mesma doutrina das Igrejas Ortodoxas.

### Islão
A pureza de Maria do pecado desde o momento de seu nascimento também é atestada no Islão. Alguns títulos marianos no corão realçam este facto:
- Tahirah: significa "Aquela que foi purificada" (Alcorão 3:42). De acordo com um hadith, o demónio não tocou em Maria quando ela nasceu, portanto, ela não chorou (Nisai 4:331).

## Localidades Homónimas
- Gondar, Etiópia
- Gondar, 5400-650 NOGUEIRA DA MONTANHA, Chaves, Vila Real
- Gondar, 4920-050 GONDAR VNC, Vila Nova de Cerveira, Viana do Castelo
- Gondar, 4600-642 GONDAR AMT, Amarante, Porto
- Gondar, 910-195 GONDAR CMN, Caminha, Viana do Castelo
- Gondar, 4835-550 GONDAR, Gimarães, Braga